# Ferenc Deák (Politiker)

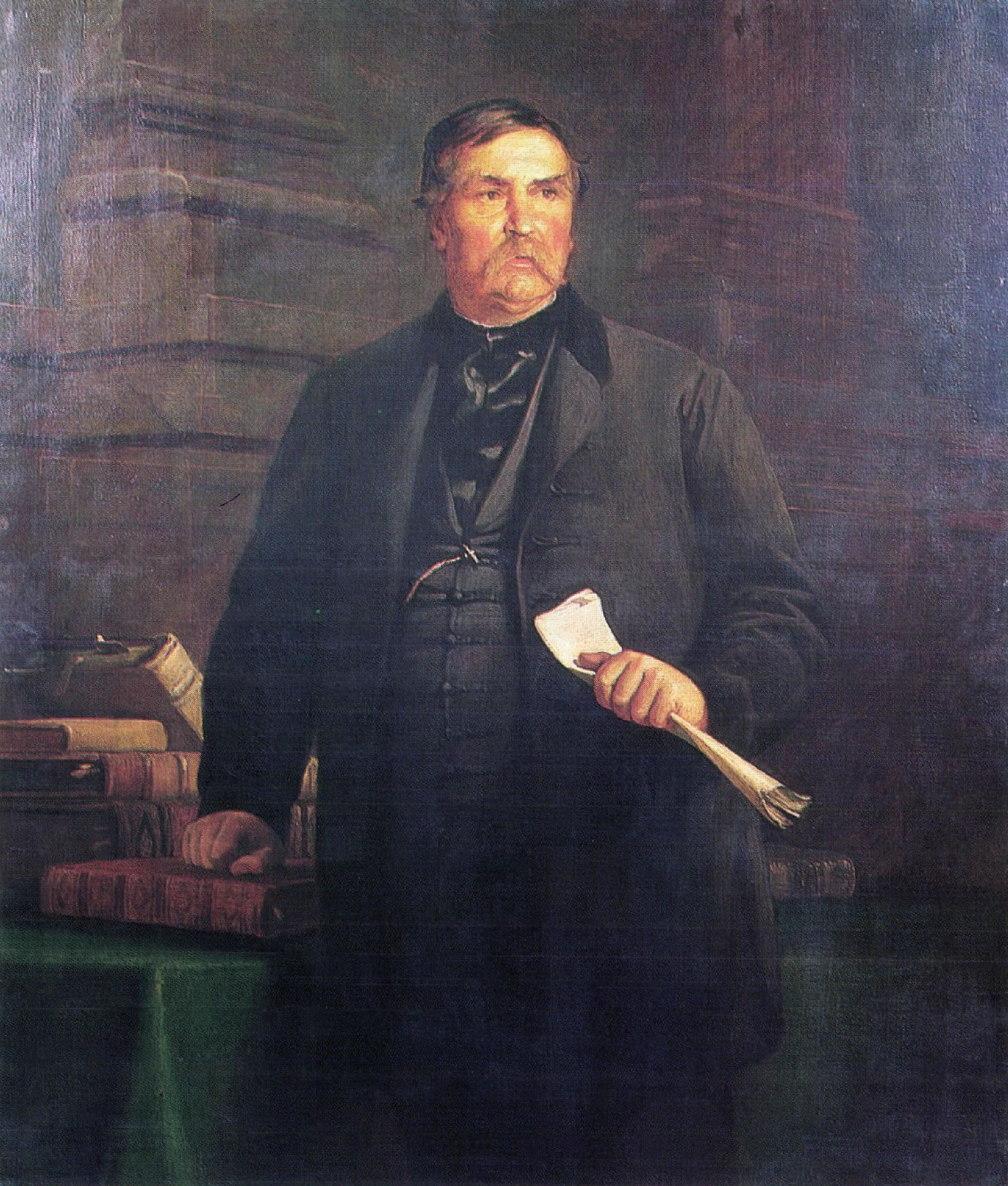
Ferenc Deák (1869) auf einem Gemälde von Bertalan Székely

Ferenc Deák von Kehida ([ˈfɛrɛnʦ ˈdɛaːk], * 17. Oktober 1803 in Söjtör, Komitat Zala; † 28. Januar 1876 in Budapest) war ein ungarischer Jurist und Staatsmann, der den Österreichisch-Ungarischen Ausgleich 1867 in die Wege leitete. Wegen seiner Klugheit und politischen Weitsicht erhielt er von der Nachwelt den Beinamen „Der Weise der Heimat“ (ungarisch „a haza bölcse“).

## Leben

### Herkunft und Ausbildung

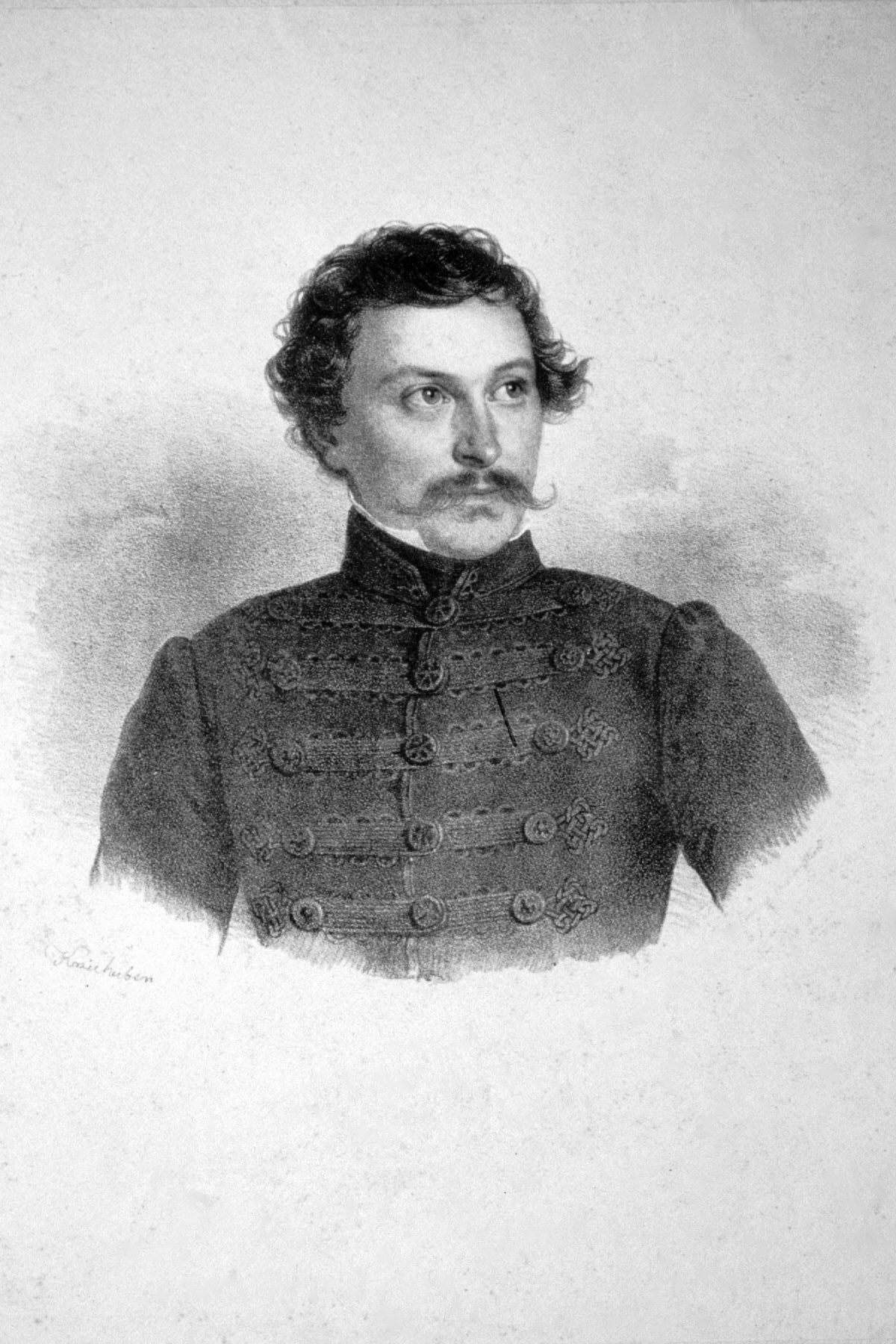
Lithographie „Franz Deak“ von Josef Kriehuber, um 1830

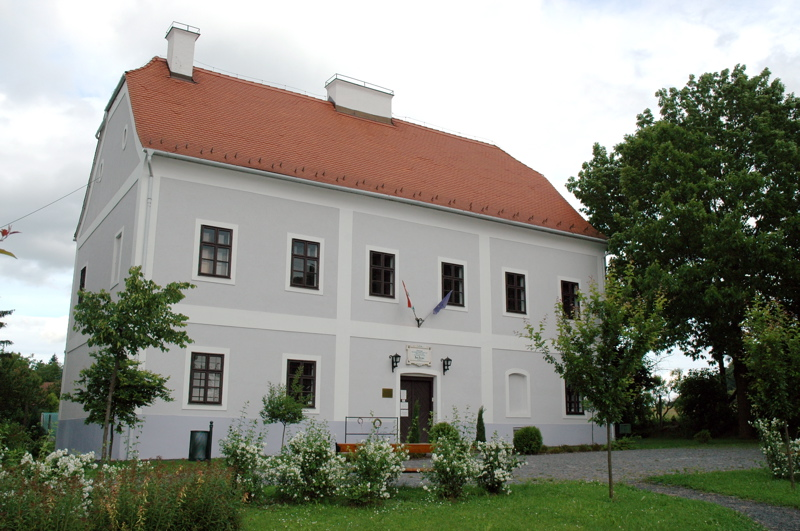
Geburtshaus in Söjtör

Ferenc (Franz) Deak war das sechste Kind von Ferenc Deák dem Älteren und Erzsébet Sibrik, die bei der Geburt starb. Den damaligen Sitten entsprechend, wurde der Neugeborene noch am gleichen Tag in der Sankt-Jakob-Kirche in Söjtör getauft. Da der Vater den Anblick des Kindes nicht ertragen konnte, wurde der Junge bis 1808 von seinem Onkel, József Deák, in Zalatárnok erzogen.  1808 starb auch der Vater, so übernahmen die Geschwister die Erziehung des kleinen Ferenc. Deák hatte fünf Geschwister, von denen drei – Antal, Jozefa und Klára – das Erwachsenenalter erlebten. Die Schule besuchte er in Keszthely (1811/12), Pápa (1812/13 Königliches Untergymnasium der Benediktiner) und Nagykanizsa (1813/17 Piaristengymnasium).
Im Herbst 1817 immatrikulierte er sich an der  Königlichen Akademie der Wissenschaften in Győr. 1817–1819 studierte er an der Philosophischen Fakultät, seine Lehrer waren Mór Czinár, Bonifác Maár und der Dekan György Fejér. Ferenc Deák war mit Ignácz Rohonczy befreundet, von dem er später Abstand hielt, weil Rohonczy während der Zeit des Passiven Widerstands eine hohe Position in der Verwaltung bekleidete. Seine Freundschaft zu dem Politiker János Zichy und dem Theologen Miklós Sárkány hielt aber lange an. Sein zweijähriges Jurapraktikum absolvierte er in Pest. Ende 1823 bekam Deák sein Juradiplom.
In seiner Freizeit las Ferenc Deák viel und studierte die ungarische Rechts- und Verfassungsgeschichte. In der Literatur bevorzugte er die Dichtung von Dániel Berzsenyi und Sándor Kisfaludy, aber am liebsten waren ihm die Werke von Mihály Vörösmarty, mit dem er sogar korrespondierte und zu dem er später auch persönlichen Kontakt und eine Freundschaft pflegte.
Schon in seinen jungen Jahren – er war nicht einmal dreißig – litt er an Herzkrankheiten, die er in Balatonfüred kurieren ließ. 1839 wählte ihn die Ungarische Akademie der Wissenschaften zu ihrem Mitglied, 1855 wurde er deren Präsident.

### Politik
Zwischen 1824 und 1832 bekleidete er das Amt des Honorarstaatsanwalts im Komitat Zala und war Schreiber des Waisenausschusses. 1833 löste er seinen Bruder, Antal Deák, als Gesandten in den Ungarischen Landtag in Pressburg ab, der ihn mit den folgenden Worten empfahl: „Ich schicke Euch statt meiner einen jungen Mann, in dessen kleinem Finger mehr Wissen steckt als in mir insgesamt.“ Im Landtag gehörte er zur Opposition. Er setzte sich für die Rechte der Bauern ein, kämpfte für die Meinungs- und Religionsfreiheit sowie für die Abschaffung der Todesstrafe. Deák schweißte die liberale Opposition zu einer Partei zusammen und wurde ihr führender Redner. Er war Gesandter des Komitats Zala in den Landtagsversammlungen von 1832/36 und 1839/40. 1848 wurde er in der ersten ungarischen Regierung Justizminister.
Als aus der Revolution ein Freiheitskampf wurde, versuchte er zwischen der ungarischen Regierung und dem Wiener Hof zu vermitteln. Nach den gescheiterten Verhandlungen zog er sich auf sein Gut in Kehidakustány zurück. Nach der Niederschlagung des Freiheitskampfes kündigte er die Politik des passiven Widerstands an. 1854 verkaufte er die Ländereien in Kehidakustány und zog nach Pest. An dem 1861 in Pest einberufenen Reichstag nahm er als Gesandter der Innenstadt Pest teil. Seine  wichtigsten Unterstützer und Anhänger waren József Eötvös und István Széchenyi.

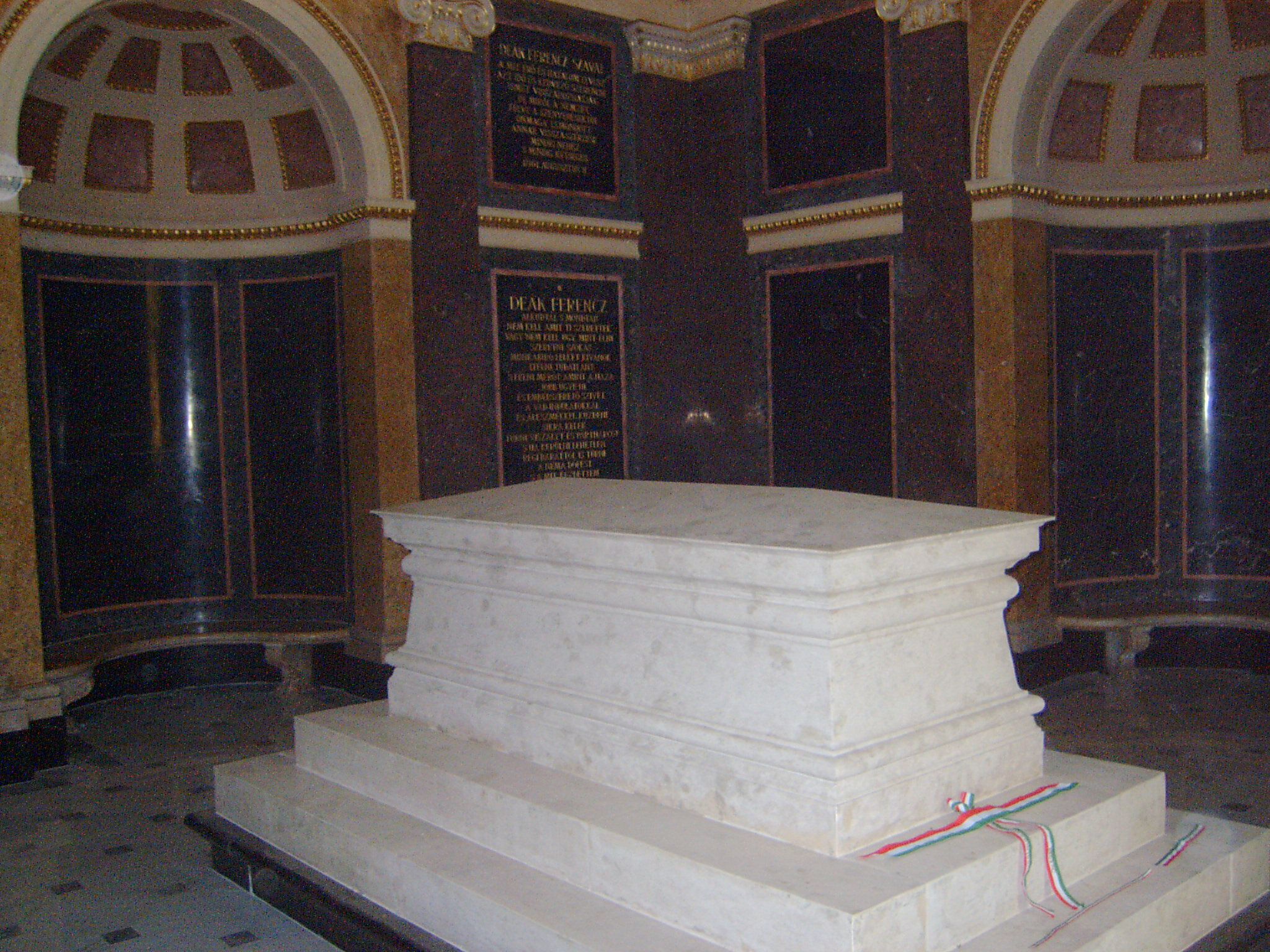
Der Sarkophag von Ferenc Deák

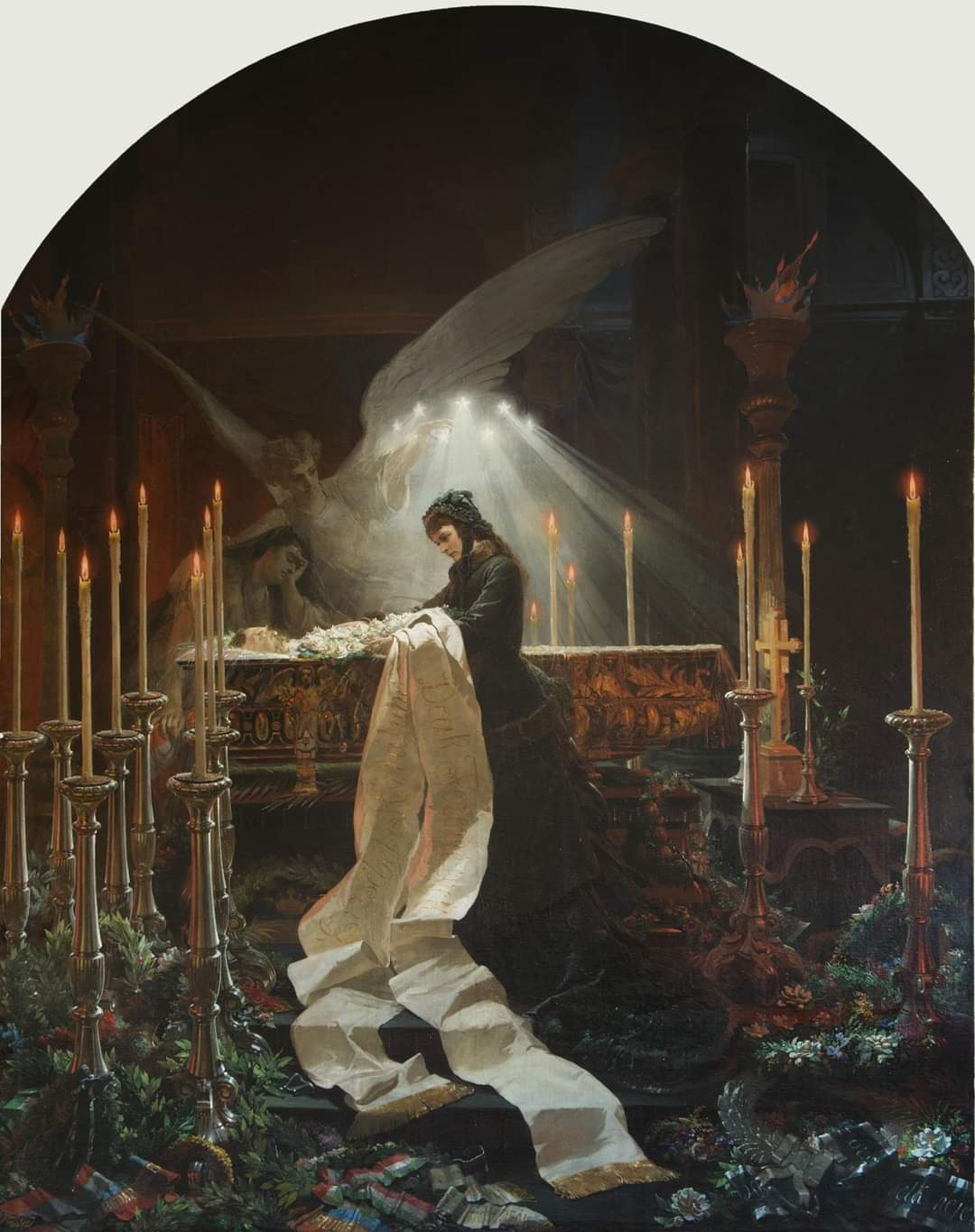
Kaiserin Elisabeth am Sarkophag von Ferenc Deák (nach einem Gemälde von Mihály Zichy)

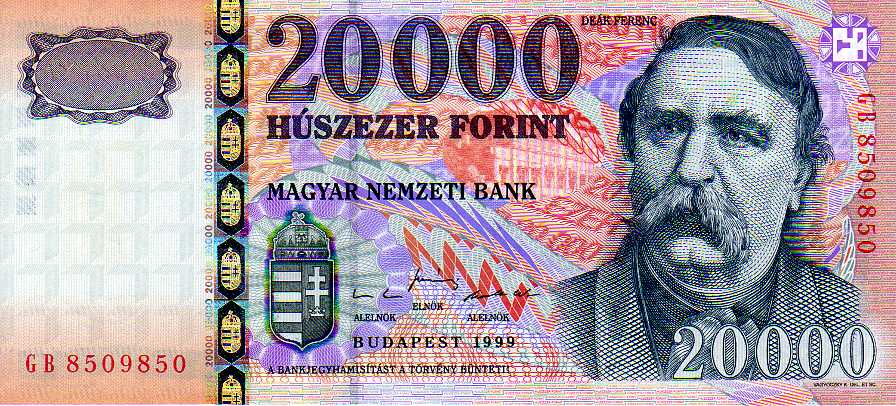
Porträt von Ferenc Deák auf dem 20.000-Forint-Schein

Am 15. April 1865 erschien in der Zeitung „Pesti Napló“ sein berühmter Artikel, der die Verhandlungen zum Ausgleich 1867 in Gang setzte. Der Ausgleich wird als Deáks Werk angesehen, da er ihn wesentlich geprägt hat. Lajos Kossuth, der im Exil lebende Politiker, schrieb einen offenen Brief an Ferenc Deák, in dem er den Ausgleich als den Niedergang der ungarischen Nation bezeichnete. Dieser Brief ist auf Grund seines Inhalts als Kossuths „Kassandra-Brief“ in der ungarischen Geschichte bekannt. Der österreichische Kaiser, Franz Joseph I., wurde am 8. Juni 1867 als Ergebnis des Ausgleichs zum Apostolischen König von Ungarn gekrönt. Der Ministerpräsident der neu gegründeten ungarischen Regierung wurde Graf Andrássy. Deák übernahm auf eigenen Wunsch weder in der Regierung noch in der nach ihm benannten Regierungspartei einen Posten.
In den Jahren nach dem Ausgleich spielte er eine bedeutende Rolle bei der Ausarbeitung des Bürgerlichen Gesetzbuches, aber später zog er sich vom öffentlichen Leben immer mehr zurück. Ferenc Deák hatte nicht nur in Ungarn, sondern auch in Europa Einfluss. Der liberale Geist seiner Gesetze hatte große Wirkung auf die europäischen Gesetzgebungen. Die irische Verfassung von 1937 beruht auf dem Gesetzestext aus dem Jahre 1867 von Ferenc Deák.
Am 28. Januar 1876 starb Deák in Budapest an einem Herzleiden. In einem Staatsbegräbnis wurde sein Leichnam im Auftrag des Ungarischen Reichstages in der Säulenhalle des Gebäudes der Ungarischen Akademie der Wissenschaften aufgebahrt. Kaiserin Elisabeth (in ihrer Eigenschaft als Königin von Ungarn) war anwesend und verabschiedete sich persönlich von dem Toten, den sie persönlich hoch schätzte und zu dem sie freundschaftliche Beziehungen unterhielt. Danach wurde Deák im Friedhof Kerepesi temetö an der Budapester Fiumei út beigesetzt. Später wurde über seinem Grab ein Mausoleum errichtet.
1866 wurde der Deák Ferenc tér, ein verkehrsreicher Platz in der Pester Innenstadt und heute zentraler Knotenpunkt des Budapester U-Bahnnetzes, nach ihm benannt. 2014 wurde der Asteroid (68114) Deákferenc nach ihm benannt. Deák ist außerdem auf dem 20.000-Forint-Schein zu sehen. Die von ihm und über ihn erzählten Anekdoten sind auch noch heute bekannt. Aber darüber sagte er: „Viele Anekdoten werden mir nachgesagt, aber mir geht es mit denen genauso wie mit dem Budaer Bitterwasser, das Ferenc-Deák-Wasser heißt: weder gehört es mir, noch lebe ich damit.“

## Werk
- Beiträge zum ungarischen Staatsrecht, 1865